# Stanisław Zarzycki
Stanisław Zarzycki (ur. 1924, zm. 26 listopada 2007) – polski inżynier leśnictwa, działacz Polskiego Towarzystwa Leśnego (PTL), Stowarzyszenia Inżynierów i Techników Leśnictwa i Drzewnictwa (SITLiD) oraz Koła Kombatantów przy Dyrekcji Generalnej Lasów Państwowych (DGLP). 
Absolwent Wydziału Leśnego UJ. Pracownik polskiego leśnictwa w Rejonie Lasów Państwowych w Żywcu, Centralnego Zarządu Lasów Państwowych, Ministerstwa Leśnictwa i Przemysłu Drzewnego oraz Naczelnego Zarządu Lasów Państwowych. Specjalista w zakresie inżynierii leśnej.    

## Wybrana bibliografia
- Konserwacje i remonty dróg leśnych ("Świat", Warszawa, 1993 r.)[1]